# ورژینه سوازلیان
ورژینه گارنیکی سوازلیان (ارمنی: Վերժինե Գառնիկի Սվազլյան؛ زادهٔ ۱ مارس ۱۹۳۴) عوام‌شناس اهل ارمنستان است.

## زندگی‌نامه
وی در ۱ مارس ۱۹۳۴ در اسکندریه به دنیا آمد و از دانشگاه دولتی علوم پرورشی خاچاطور آبوویان ارمنستان فارغ‌التحصیل گشت. وی برنده جوایزی همچون مدال موسس خورناتسی است.